# Observabel (kvantmekanik)
En observabel är inom fysiken, och mer specifikt kvantmekaniken, en storhet hos ett kvantmekaniskt tillstånd som kan bestämmas genom en eller flera fysikaliska mätningar. Matematiskt representeras en observabel av en operator {\displaystyle {\hat {A}}} som verkar på kvanttillstånd {\displaystyle |\psi \rangle }.
Väntevärdet {\displaystyle \langle {\hat {A}}\rangle } för en observabel ges av {\displaystyle \langle {\hat {A}}\rangle =\langle \psi |{\hat {A}}|\psi \rangle }.